# Asteropus
Asteropus is een geslacht van sponsdieren uit de klasse van de Demospongiae (gewone sponzen). 

## Soorten
- Asteropus albus (Alcolado & Gotera, 1986) dezelfde soort als Ancorina alba
- Asteropus arenosus van Soest & Beglinger, 2008
- Asteropus brasiliensis Hajdu & van Soest, 1992
- Asteropus haeckeli Dendy, 1905
- Asteropus kaena (de Laubenfels, 1957)
- Asteropus ketostea (de Laubenfels, 1950)
- Asteropus moolenbeeki van Soest & Beglinger, 2008
- Asteropus niger Hajdu & van Soest, 1992
- Asteropus simplex (Carter, 1879)
- Asteropus syringifer van Soest & Stentoft, 1988
- Asteropus vasiformis Hajdu & van Soest, 1992